# 해성옵틱스
해성옵틱스 주식회사는 대한민국의 스마트폰 카메라 모듈 기업이다.

## 역사
1988년 2월 해성산업으로 창업하였고 2002년 3월 현재의 사명으로 법인전환하였다.
2013년 11월 6일에 코스닥 시장에 상장하였다.
2022년 경쟁력 악화로 렌즈 사업과 카메라 모듈 사업은 중단하고 OIS 사업으로 집중하였다.
2022년 말 유상증자를 실시하여 약 40억 원을 조달하였고 2023년 결손금 보전을 통한 재무구조 개선을 위해 5주를 1주로 무상병합하는 감자를 실시하였다.
2024년, 상상인저축은행을 상대로 45억원, 상상인증권을 상대로 5억원의 전환사채를 발행하였다.
2026년 상반기에 출시 예정인 삼성전자 갤럭시 S26 시리즈 전 모델의 메인 카메라 모듈도 공급하게 될 예정이다.

## 사업장 현황
- 본사: 경기도 화성시 봉담읍 효행로 184번길 66
- 용인 지사: 경기도 용인시 기흥구 기흥로 58, 기흥 ICT 밸리 B동 2304호
- 해외 법인: 베트남 빈푹성, 중국 천진

### 내용주
1. ↑  등기 상